# Милош Красич
Ми́лош Кра́сич (серб. Милош Красић; (нар. 1 листопада 1984, Косовська Митровиця, СФРЮ) — сербський футболіст, правий півзахисник польської «Лехії» (Гданськ).

## Титули і досягнення
- Чемпіон Італії (1):

«Ювентус»: 2011-12
- Чемпіон Росії (2):

ЦСКА (Москва): 2005, 2006
- Володар Кубка Туреччини (1):

«Фенербахче»: 2012-13
- Володар Суперкубка Туреччини (1):

«Фенербахче»: 2014
- Володар Кубка Росії (4):

ЦСКА (Москва): 2004-05, 2005-06, 2007-08, 2008-09
- Володар Суперкубка Росії (3):

ЦСКА (Москва): 2006, 2007, 2009
- Володар Кубка УЄФА (1):

ЦСКА (Москва): 2004-05